# Kamila Bláhová
Kamila Bláhová (* 7. června 1976 Most) je česká politička, od června 2024 poslankyně Poslanecké sněmovny PČR, od roku 2014 starostka Litvínova. Je členkou hnutí ANO.

## Život
Vystudovala Mezinárodní vztahy a evropská studia na Metropolitní univerzitě Praha. Pracovala jako kadeřnice, v administrativě nebo na manažerských postech. Působila na Generálním sekretariátu Rady Evropské unie v Bruselu, potom pracovala jako manažerka lidských zdrojů v nadnárodní společnosti Kyocera.
V roce 2014 vstoupila do hnutí ANO 2011 a založila jeho místní organizaci v Litvínově. Od listopadu téhož roku je starostkou tohoto města, první ženou v této funkci.

### Kandidatura do Poslanecké sněmovny
V říjnu 2013 neúspěšně kandidovala ve volbách do Poslanecké sněmovny jako bezpartijní na 26. místě ústecké kandidátky ANO.
V říjnu 2017 neúspěšně kandidovala ve volbách do Poslanecké sněmovny na 17. místě ústecké kandidátky ANO.
V říjnu 2021 neúspěšně kandidovala ve volbách do Poslanecké sněmovny na 8. místě ústecké kandidátky ANO. Strana zde získala sedm mandátů, a Bláhová se tak stala první náhradnicí. Na konci června 2024 se však mandátu poslance vzdal její stranický kolega Jaroslav Bžoch, protože byl zvolen poslancem Evropského parlamentu. Bláhová se tak dne 28. června 2024 stala novou poslankyní.

### Kandidatura do Evropského parlamentu
V květnu 2014 neúspěšně kandidovala ve volbách do Evropského parlamentu na 21. místě kandidátky ANO.
V květnu 2019 neúspěšně kandidovala ve volbách do Evropského parlamentu na 9. místě kandidátky ANO.
V červnu 2024 neúspěšně kandidovala ve volbách do Evropského parlamentu na 20. místě kandidátky ANO.